# Pueblo bretón bajo la nieve
Pueblo bretón bajo la nieve (en francés Village breton sous la neige, o Village sous la neige II) es un cuadro de Paul Gauguin. Probablemente pintado en 1894, se encontró entre las últimas pertenencias a su muerte en 1903. Se subastó en Tahití expuesto boca abajo y presentado cómicamente como Chutes du Niagara («Las cataratas del Niágara»). Se conserva en el Museo de Orsay de París. Tiene la referencia número 525 en el catálogo de Wildenstein.

## Contexto
Gauguin murió el 8 de mayo de 1903 en Hiva Oa, en las islas Marquesas. Estaba enfermo, en la miseria, despreciado por los colonos europeos, enfrentado con los misioneros católicos, el gobernador y el gendarme, y condenado por la justicia por enfrentamiento con la autoridad. El 20 de julio se hizo en la isla una primera subasta judicial de los objetos útiles para pagar a los acreedores. El resto se envió a bordo de La Durance hacia Tahití. El escritor Victor Segalen era el médico adscrito al barco y que recogió el testimonio de los últimos días de Gauguin. Además de un centenar de cartas y trece libretas o manuscritos, se recogieron diez cuadros, algunos todavía puestos en el caballete, como el Pueblo bretón bajo la nieve. El 2 de septiembre tuvo lugar la subasta en Papeete, bajo un ambiente de desdén por el artista polémico. Los europeos de Tahití compraron sobre todo los objetos domésticos, y Segalen compró todo lo que pudo de los objetos artísticos: siete de las diez  telas, cuatro planchas de madera  grabada, la paleta , varias libretas con numerosos dibujos y pruebas de  xilografías y monotipos, en total 188,95  francos.

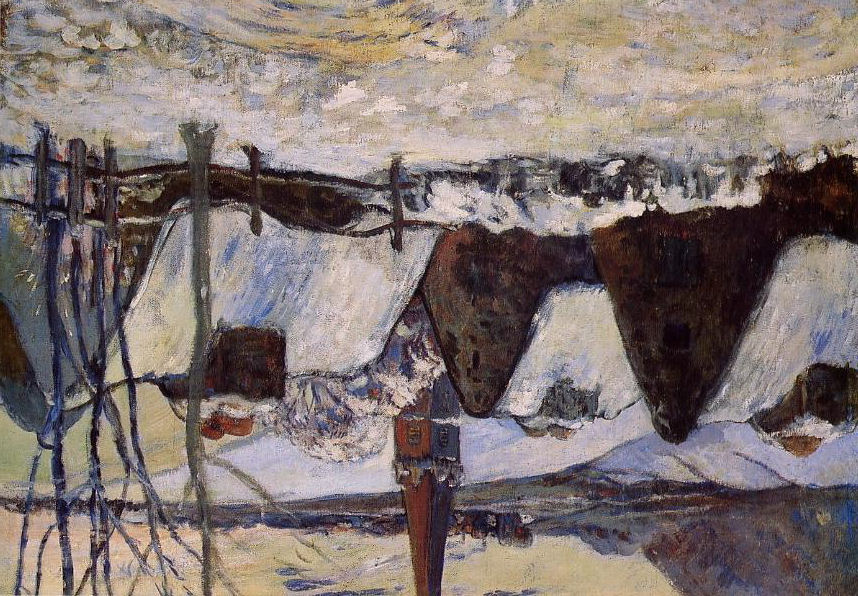
Boca abajo, «Las Cataratas del Niágara».

: «Una tela presentada al revés por el subastador que la llamó «Las Cataratas del Niágara» tuvo un éxito de estallidos de risa. Se convirtió de mi propiedad por siete francos (unos 25 euros), [...] Una vez solo en mi casa tahitiana [...], contemplada finalmente sin blasfemias ni regateos, esta tela resultó un paisaje bretón, un pueblo de invierno bajo la nieve.»
Segalen era natural Brest, en Bretaña, y en Tahití no se conoce la nieve.
Otros cuadros identificados que le acompañaban en la Vente Gauguin de Papeete son:Autorretrato cerca del Gólgota , Mujeres y caballo blanco, y Maternidad II que en 2004 se vendió por 39 millones de dólares batiendo el récord de ventas de un Gauguin.

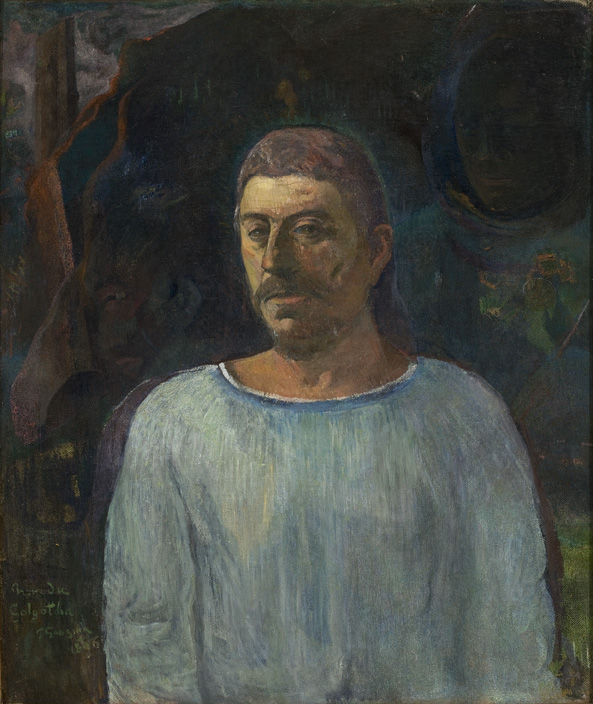
Autorretrato cerca del Gólgota, 1896.
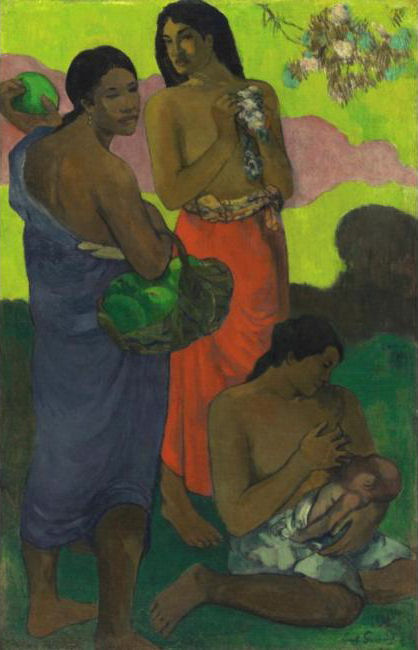
Maternidad II, 1899.
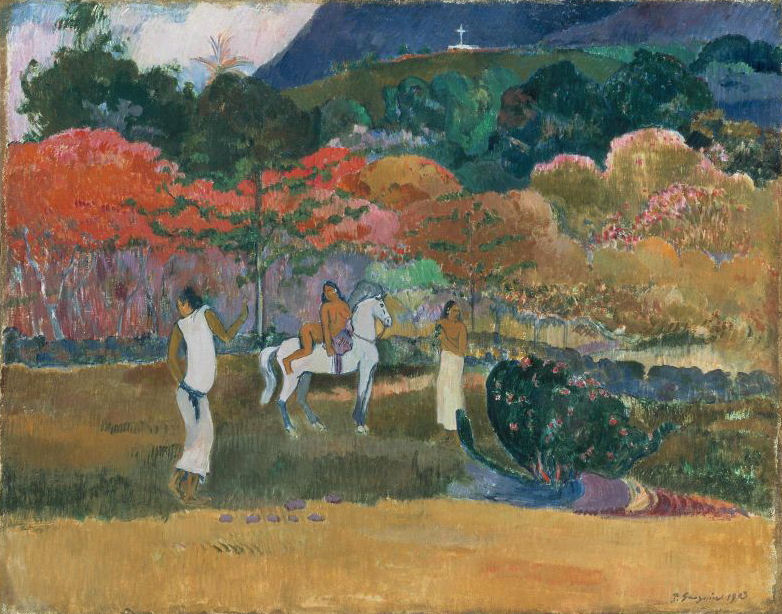
Mujeres y caballo blanco, 1903.

## Descripción
El cuadro muestra un paisaje nevado con unas típicas casas bretonas de tejados a dos aguas muy inclinadas y con una chimenea ancha arriba. En el centro sobresale la aguja de una iglesia que queda cortada arriba del cuadro. En primer plano y al fondo hay prados cubiertos de nieve.
Victor Segalen lo describe así:

Algunas casas con cubierta de paja refuerzan la línea de horizonte y se amontonan alrededor del campanario que está justo en medio. (El marco de arriba corta la punta demasiado aguda de la flecha.) A la izquierda, un acantilado violeta se inclina hacia un cielo de crepúsculo. A la derecha se alzan unos árboles delgados. Todo el suelo está con nieve, rutilante de luces fundidas, magnífico pelaje azul y rosa, piel sobre el suelo frío.

El estilo es un retorno a los orígenes de su pintura, con pinceladas cortas y rápidas según la técnica impresionista para captar la atmósfera de una escena.

## Datación
Como decía Segalen, «es una paradoja que la obra de los últimos momentos, retomada en estos países luminosos, fuera una visión glacial de invierno bretón». Resulta un misterio su datación, tanto por el motivo representado como por el estilo, y por qué estaba entre sus últimas posesiones.

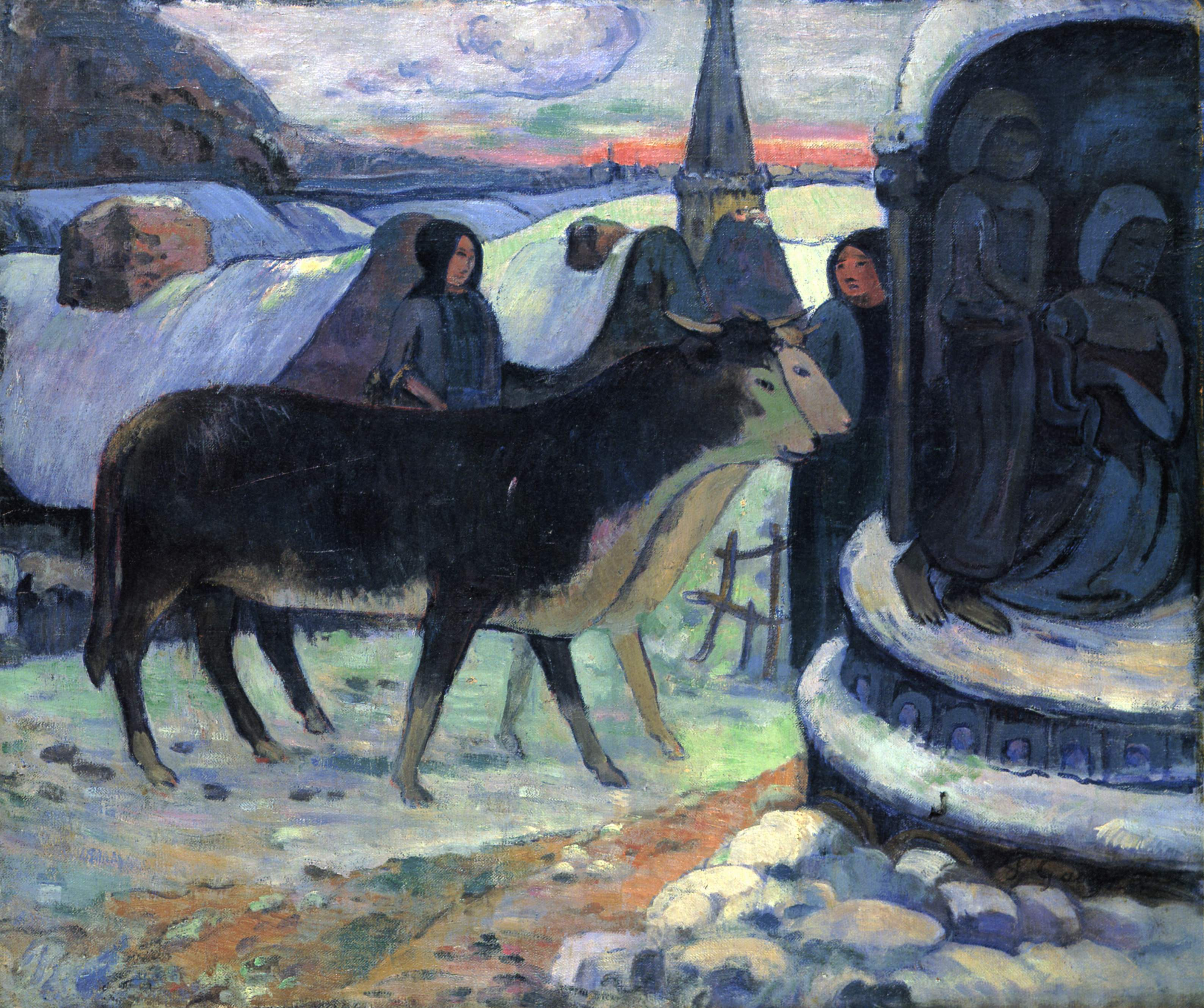
La noche de Navidad, o La bendición de los bueyes, 189? .
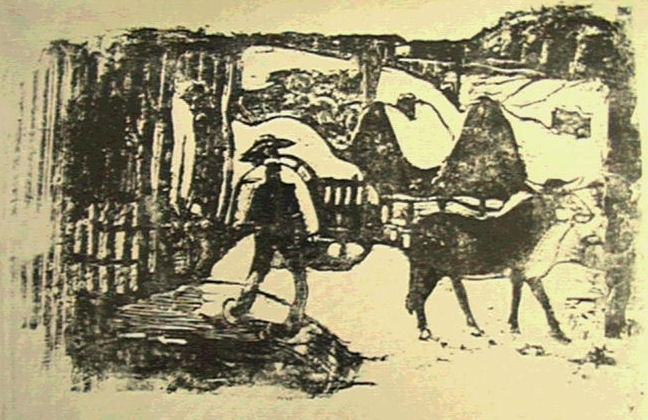
La carreta de bueyes, 1898-1899 .
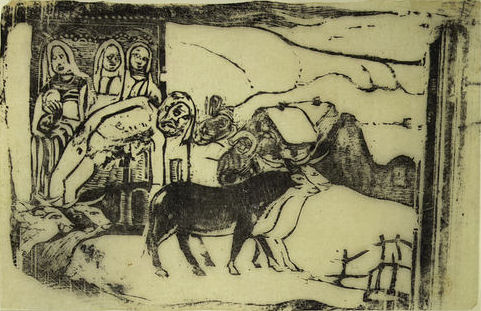
Calvario bretón, 1898-1899.

El paisaje es de Pont-Aven, también reproducido como paisaje de fondo en La noche de Navidad, o La bendición de los bueyes (Museo de Arte de Indinàpolis), cuadro que incluyó en el último envío desde Tahití, en 1900. Pero ninguno de los dos cuadros está fechado. Los podía haber hecho, o haber comenzado, en París en 1894 cuando Gauguin volvió del primer viaje a Tahití, o bien los podía haber hecho, o haber terminado, posteriormente en Tahití entre 1896 y 1898. Sin embargo, el estilo tiene unos efectos impresionistas que son un extraño regreso a años anteriores.
El último invierno que Gauguin pasó en la Bretaña fue el 1889 hasta 1890. Wildenstein asignó la fecha del 1894 para los dos cuadros, pero Gauguin estuvo en Pont-Aven unos días durante el mes de abril cuando no hay nieve. El cuadro lo debería dejar inacabado y lo debería llevar a Tahití en el segundo viaje, pero no hay constancia de que se llevara ningún cuadro en el viaje. Allí lo debería utilizar como base para componer La noche de Navidad, donde integra de memoria diferentes elementos simbólicos. Además, hizo dos xilografías incluidas en la Suite Vollard y fechadas del 1898 al 1899. Envió las xilografías y La noche de Navidad a Vollard, y El pueblo bretón bajo la nieve debía volver a llevárselo al trasladarse de Tahití en las islas Marquesas. Es improbable que en sus últimos días lo estuviera pintando, pero es posible que lo pusiera en el caballete para tenerlo a la vista durante su agonía.

## Historial
Después de adquirirlo en la subasta, Victor Segalen lo confió al pintor Daniel de Monfreid para que terminara los rincones dejados inacabados por Gauguin. Monfreid era el amigo de Gauguin encargado del cuidado y restauración de los cuadros enviados desde la Polinesia.
El cuadro permaneció en propiedad de la familia Segalen, pasando a su mujer y luego a la hija Annie Joly-Segalen. Lo consideraba un legado de Gauguin que murió pintando en el cuadro. Decía que incluso una donación sería una injuria.
En 1952 fue adquirido por el estado francés a cambio de unos retrasos de impuestos. Asignado primero al Museo del Louvre, está ubicado en el Museo de Orsay desde 1986.